# Yours Truly (album de 16 Horsepower)
Pour l'album d'Ariana Grande, voir Yours Truly.
Albums de 16 Horsepower
Live March 2001
(2008)
Yours Truly est la première compilation du groupe américain de folk-rock alternatif-americana 16 Horsepower, sorti le 30 janvier 2011 sur le label Glitterhouse.

## Historique
Le groupe s'est séparé depuis 2005 et cet album constitue le premier florilège des 16 Horsepower et fait suite à la publication en 2008 d'un album de scène : Live March 2001.

## Titres de l'album
Disque 1Florilège
1. Black Soul Choir
2. American Wheeze
3. Splinters
4. Haw
5. For Heaven's Sake
6. Clogger
7. Hutterite Mile
8. Poor Mouth
9. Cinder Alley
10. Low Estate
11. I Seen What I Saw
12. Strawfoot

Disque 2Faces B et raretés
1. Phyllis Ruth (extrait du single Heel on the Shovel, 1995)
2. Flowers in My Heart (idem)
3. Dead Run (idem)
4. American Wheeze (session radio, extrait de la compilation Radio Asylum Vol. 1, 1995)
5. Black Soul Choir (session radio, extrait de la compilation Beat Up Bosnia, 1996)
6. Bad Moon Rising (extrait du single For Heaven’s Sake, 1997)
7. Worry (idem)
8. The Partisan (extrait du single The Partisan, 1998)
9. Fire Spirit (idem)
10. Cinder Alley (démo, 1999)
11. Poor Mouth (démo, 1999)
12. Clogger (extrait du single Clogger, 2000)
13. De-Railed (extrait du single Splinters, 2001)

## Musiciens ayant participé à l'album
- David Eugene Edwards - chant, guitare
- Jean-Yves Tola - batterie, percussions, piano
- Pascal Humbert - basse, contrebasse, guitare